# Přední Hloubětín
Přední Hloubětín je lokalita ve Vysočanech na Praze 9. Nachází se kolem ulic Poděbradská, V Předním Hloubětíně, Na Výběžku a Kolmá. Lidově se jí říkalo Mandžursko. Vznikla jako činžovní čtvrť před 1. světovou válkou mezi tehdejší olejnou a továrnou na margarín. Většina domů byla jedno a dvoupatrových, jejich fasády byly ve stylu novoklasicismu, novorenesance a geometrické secese. Původní zástavba se dodnes dochovala více méně pouze v ulici Kolmá.
V lokalitě byla ubytována chudší vrstva společnosti. 10. dubna až 3. května 1920 tam řádila epidemie pravých neštovic. Přestože se epidemii podařilo po třech týdnech zastavit, ze 127 nakažených osob 26 zemřelo. Kvůli neštovicím obyvatelé Hloubětína nevolili 18. dubna 1920 do Národního shromáždění.
Původně se Přední Hloubětín nacházel na území Hloubětína, jak naznačuje sám název lokality. V roce 1946 však došlo k úpravě hranic pražských čtvrtí a Přední Hloubětín byl připojen k Vysočanům.

## Galerie

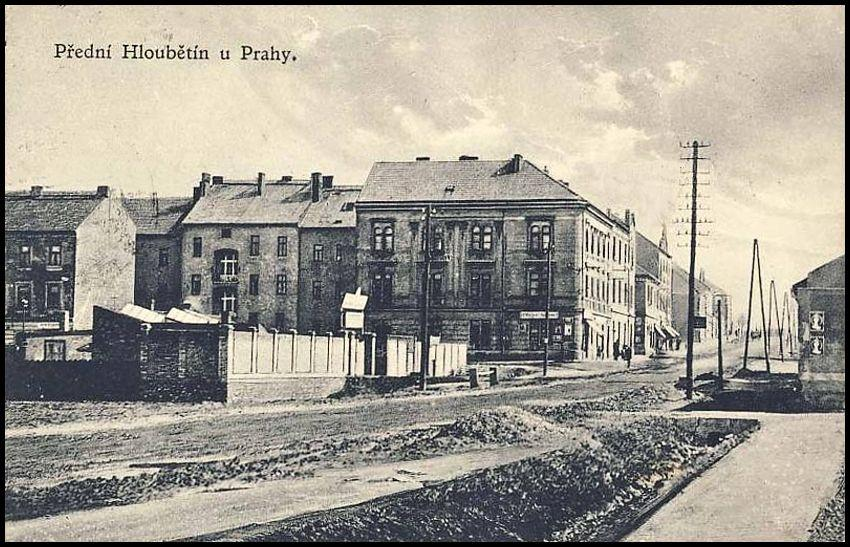
Pohled na ulici Poděbradská v Předním Hloubětíně východním směrem. Za ohradou vlevo je ulice V Předním Hloubětíně, třetí dům zprava stále stojí.
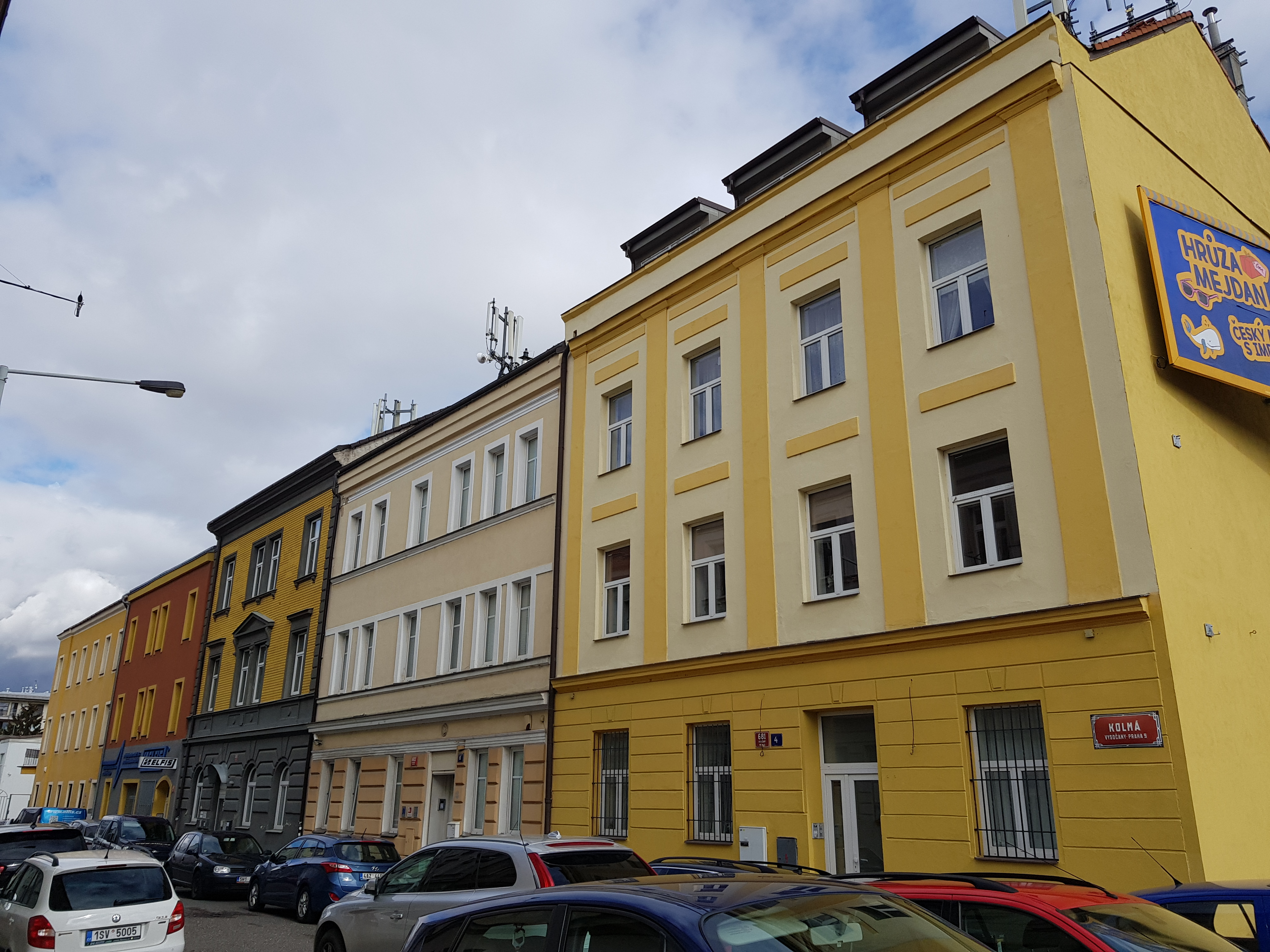
Domy na východní straně Kolmé ulice